# ファダ (チャド)
ファダ（フランス語: Fada）はチャド北東部・西エネディ州の州都。人口は23,786人（2005年12月調査）。

## 概要
洞窟壁画と奇岩で知られる。また、砂漠地形のひとつGuelta d'Archeiやワジの河畔に生育する樹木でも知られている。トヨタ戦争中の1987年にファダの戦いが起きている。北緯17度11分東経21度35分に位置する。

## 交通

### 空港
- ファダ空港 - ICAO空港コードはFTTF。

## 出身者
- イドリス・デビ - ファダの南東、Berdoba村の出身。